# Are you Experienced
Are you Experienced er The Jimi Hendrix Experiences første LP, som udkom 12. maj 1967 og viser Hendrix som en eksperimenterende musiker, der både bruger diverse pedaler og feedback som effekter til at frembringe lyde på guitaren, som ikke tidligere var hørt i rockmusikken. Debutalbummet vakte opsigt, især fordi det blander stilarterne syrerock, jazz og blues i en usædvanlig blanding. Bemærkelsesværdigt er dog, at mens skæringer som Manic Depression og Third Stone From The Sun er præget af de usædvalige effekter, han vred ud af sin guitar, er bluesnummeret Red House spillet med en helt ren guitarlyd. På Rolling Stone Magazines liste over de "500 Greatest Albums of All Time" er dette album placeret som nummer 15. I 2005 blev albummet indlemmet i det amerikanske National Recording Registry, et register over historiske og kulturelt væsentlige amerikanske indspilninger.

## Indhold
- Side et:

1. "Foxy Lady" – 3:22
2. "Manic Depression" – 3:46
3. "Red House" – 3:53
4. "Can You See Me" – 2:35
5. "Love or Confusion" – 3:17
6. "I Don't Live Today" – 3:58

- Side to:

1. "May This Be Love" – 3:14
2. "Fire" – 2:47
3. "3rd Stone from the Sun" – 6:50
4. "Remember" – 2:53
5. "Are You Experienced?" – 4:17